# Santiago Segura
Santiago Segura Silva (Madrid, Spanyolország, 1965. július 17. –) háromszoros Goya-díjas spanyol színész és filmrendező.
A Torrente-filmsorozattal vált népszerűvé. Emellett televíziós műsorvezetőként, szinkronszínészként és képregény-forgatókönyvíróként is tevékenykedik.

## Válogatott filmográfia
| Év   | Magyar cím                        | Eredeti cím                            | Szerep             | Magyar hang      |
| ---- | --------------------------------- | -------------------------------------- | ------------------ | ---------------- |
| 1995 | A Fenevad napja                   | El día de la bestia                    | José María         | Bácskai János    |
| 1997 | Démoni szeretők                   | Perdita Durango                        | Shorty Dee         | Hankó Attila     |
| 1998 | Torrente, a törvény két balkeze   | Torrente, el brazo tonto de la ley     | José Luis Torrente | Csuja Imre       |
| 2001 | A riói lány                       | Chica de Río                           | Paulo              | Csuja Imre       |
| 2001 | Torrente 2. – A Marbella-küldetés | Torrente 2: Misión en Marbella         | José Luis Torrente | Csuja Imre       |
| 2002 | Penge 2.                          | Blade II                               | Rush               | Pálfai Péter     |
| 2003 | Kisördögök                        | Tiptoes                                | Moteligazgató      |                  |
| 2003 | Re-Animator 3. – A visszatérés    | Beyond Re-Animator                     | Speedball          | Dányi Krisztián  |
| 2004 | Mondj igent!                      | Di que sí                              | Oscar Vázquez      | Borbély László   |
| 2004 | ÖcsiKém 2. – A londoni küldetés   | Agent Cody Banks 2: Destination London | Santiago           | Takátsy Péter    |
| 2004 | ÖcsiKém 2. – A londoni küldetés   | Agent Cody Banks 2: Destination London | Santiago           | Bartucz Attila   |
| 2005 | Torrente 3. – A védelmező         | Torrente 3: El protector               | José Luis Torrente | Csuja Imre       |
| 2008 | Asterix az olimpián               | Astérix aux Jeux olympiques            | Kotyvasztár        | Csuja Imre       |
| 2008 | Hellboy II. – Az aranyhadsereg    | Hellboy II: The Golden Army            | férfi az árverésen | néma szerep      |
| 2008 | Manolete                          | Manolete                               | Guillermo          | Rosta Sándor     |
| 2010 | Egy őrült szerelem balladája      | Balada triste de trompeta              | Javier apja        | Csuja Imre       |
| 2011 | Jack és Jill                      | Jack and Jill                          | Eduardo (cameo)    |                  |
| 2011 | Torrente 4. – A válság halálos    | Torrente 4: Lethal Crisis              | José Luis Torrente | Csuja Imre       |
| 2012 | Én, a séf                         | Comme un chef                          | Juan               | Csuja Imre       |
| 2013 | Bűbáj és kéjelgés                 | Las brujas de Zugarramurdi             | Miren              | Takátsy Péter    |
| 2013 | Tűzgyűrű                          | Pacific Rim                            | alacsony férfi     | Berzsenyi Zoltán |
| 2014 | Torrente 5. – A kezdő tizenegy    | Torrente V: Operación Eurovegas        | José Luis Torrente | Csuja Imre       |
| 2014 | Megszállva                        | Pos eso                                | Damián (hangja)    | Scherer Péter    |
| 2014 | Megszállva                        | Pos eso                                | Püspök (hangja)    | Cs. Németh Lajos |
| 2014 | Megszállva                        | Pos eso                                | Ördög (hangja)     | Király Attila    |